# Zetagrama
Un zetagrama, comúnmente llamado "zeta", es un pasatiempo tipo crucigrama que se caracteriza por tener las respuestas a las definiciones de forma zigzagueante por las casillas de la rejilla, esto es, las palabras pueden acabar o empezar en líneas (verticales u horizontales) distintas a las que han empezado o acabado.

## Enlaces de interés
- Página web con Zetagramas.

- Datos: Q24953213